# Георгій Качеїшвілі
Георгій Качеїшвілі (нар. 10 лютого 1977) – грузинський шахіст, гросмейстер від 1997 року.

## Шахова кар'єра
На міжнародному рівні почав виступати після розпаду Радянського Союзу. Кілька разів представляв свою країну на чемпіонатах світу та Європи у різних вікових категоріях, найбільшого успіх досягнувши 1994 року в Сегеді, коли виграв бронзову медаль чемпіонату світу серед юніорів до 18 років.
У другій половині 1990-х років увійшов до когорти провідних грузинських шахістів. Дворазовий чемпіон країни (1997, 2006), а 2000 року виборов титул віце-чемпіона. Неодноразово представляв національну збірну на основних командних змаганнях: тричі на шахових олімпіадах (2000, 2004, 2006) і п'ять разів на командних чемпіонатах Європи (1992, 1997, 1999, 2001, 2003), на яких завоював 4 медалі, бронзову в командному заліку (2003) і тричі в особистому заліку. У 2004 році взяв участь у розіграному в Триполі чемпіонаті світу ФІДЕ, який проходив за олімпійською системою, де в 1-му раунді поступився Васіліосу Котроніасу.
До інших його успіхів на міжнародних турнірах належать:
- посів 1-ше місце в Штоккерау (1993),
- поділив 2-ге місце в Млада-Болеслав (1993, позаду Віталія Голода, разом з Ігорем Штолем),
- посів 2-ге місце в Баку (1995, позаду Євгена Мочалова),
- посів 1-ше місце в Вісбадені (1996),
- посів 2-ге місце в Єревані (1996, позаду Зураба Стуруа),
- поділив 1-ше місце в Баку (1997, разом з Айдином Гусейновим),
- посів 1-ше місце в Нью-Йорку (1998),
- посів 1-ше місце в Триньяку (2001)[4],
- посів 1-ше місце в Зендені (2001),
- поділив 2-ге місце в Лейк-Джорджі (2005, позаду Віктора Михалевського, разом з Олександром Шабаловим і Звіадом Ізорією),
- поділив 1-ше місце в Філадельфії (2006, разом з Джоелем Бенджаміном, Вадимом Міловим, Гатою Камським, Яаном Ельвестом, Леонідом Юдасіним, Олександром Войткевичем, Олександром Івановим та Ільдаром Ібрагімовим),
- поділив 1-ше місце в Стамбулі (2006, разом з Михайлом Гуревичем, Володимиром Бакланом, Євгеном Янєвим, Леваном Панцулаєю, Сергієм Азаровим, Давітом Магалашвілі і Наною Дзагнідзе),
- поділив 1-ше місце в Нью-Йорку (2008, разом з Звіадом Ізорією),
- посів 1-ше місце в Берклі (2008),
- посів 1-ше місце в Лас-Вегасі (2008),
- поділив 1-ше місце у Філадельфії (2009, разом з Олександром Шабаловим),
- посів 2-ге місце в Лаббоку (2009, позаду Роберта Гесса),
- посів 1-ше місце в Сент-Луїсі (2011).

Найвищий рейтинг Ело в кар'єрі мав станом на 1 квітня 2009 року, досягнувши 2613 очок займав тоді 4-те місце серед грузинських шахістів.

## Зміни рейтингу
| На цьому місці має відображатися графік чи діаграма, однак з технічних причин його відображення наразі вимкнено. Будь ласка, не видаляйте код, який викликає це повідомлення. Розробники вже працюють для того, щоби відновити штатне функціонування цього графіка або діаграми. | |
| | На цьому місці має відображатися графік чи діаграма, однак з технічних причин його відображення наразі вимкнено. Будь ласка, не видаляйте код, який викликає це повідомлення. Розробники вже працюють для того, щоби відновити штатне функціонування цього графіка або діаграми. |